# 春田剛
春田 剛（はるた つよし、1987年5月31日 - ）は、茨城県水戸市出身の元プロ野球選手（外野手、内野手）、高校野球指導者。

## 経歴

### プロ入り前
小学3年で野球を始める。
水戸短期大学附属高等学校（現・水戸啓明高等学校）に進学。甲子園には縁がなかったものの、地元では飛びぬけた存在だった。高校入学後の1年春から4番を任され、通算本塁打は44本。プロ8球団が注目した。また、140km近い速球を投げ、左腕クローザーとして投手も兼任した。
その後、2005年の高校生ドラフトで中日ドラゴンズから3巡目で指名され、入団。

### プロ入り後
2006年は高卒新人ながら二軍で打率.241、チーム最多の7本塁打と活躍した。
落合監督曰く「ライトには孝介が居るから」との理由で2007年から一塁手へコンバートされ、内野手登録となった。落合監督は打撃が佐々木誠に似ているとも評し、自身の現役時代と同じ型のファーストミットを発注するなど、周囲から期待される存在だった。しかし、2007年シーズンは1年目のような思い切ったバッティングができず、二軍で打率.188、1本塁打と結果を出すことができなかった。
2007年オフ、突然任意引退が発表された。11月20日には来季の契約を済ませていたが、12月22日の春田からの申し出により12月25日付で任意引退となった。球団の発表は「一身上の都合」にとどまっており憶測を呼んだが、その後日刊スポーツの中日紙面において「病院で腰痛がひどくなると下半身不随になる恐れがあると言われた」、「復帰を考えていない」との春田の談話が掲載されている。
当初は秋季キャンプの参加や、老人福祉施設訪問などをおこなっており、12月15日の野球教室に参加した際には「野球は楽しいんだなとあらためて感じました」とコメントを残している。
近年では吉田幸央（元ヤクルト）が、病気を理由に一年目で任意引退している（その後自由契約）が、契約更改直後の引退は異例の事であった。

### 引退後
流通経済大学に入学し保健体育の教師を目指して勉強、2013年10月25日には母校・水戸啓明高等学校の指導者として、「学生野球資格回復に関する規則」に基づく公示が行われた。
その後、2014年より水戸啓明高等学校野球部監督を5年間務め、2019年からコーチへの転向を経て(この間、監督は紀藤真琴が務めていた。)、2022年7月からは再び監督に就任している。

## 人物
- 憧れの選手は中日時代のチームメイトである福留孝介。
- 家は代々柔道が強く、父は柔道7段の大学チャンピオン。その父から保育園の頃から早朝10キロのトレーニングなど英才教育を受ける。小学1年のときマンツーマンで柔道の指導を受けたが、厳しすぎたので柔道の道には進まなかった。

## 詳細情報

### 年度別打撃成績
- 一軍公式戦出場なし

### 背番号
- 52 （2006年 - 2007年）